# Félicien Bogaerts
Félicien Bogaerts, né le 11 février 1997 à Braine-l'Alleud, est un animateur de radio et de télévision, réalisateur et militant écologiste belge.

## Biographie

### Radio et télévision
Passionné par le rock classique, il commence sa carrière radiophonique sur les ondes de Classic 21 à l'âge de 16 ans,. Après avoir présenté plusieurs émissions sur cette chaîne, dont la séquence Protest Song et l'émission live Le Live du Belvédère avec Pierre Paulus, il se voit confier la présentation de l'émission de télévision citoyenne TAM-TAM sur La Trois, puis du rendez-vous culturel hebdomadaire Plan Cult depuis le 28 janvier 2019 ,, sur La Trois et TV5 Monde.

### Vidéos et engagement politique
En mai 2017, il lance avec deux amis la chaîne Le Biais Vert sur YouTube et Facebook,, un média « retraçant l'actualité écologique en biais, envers et contre tout » pour lequel il coécrit et présente des vidéos critiques, parfois humoristiques, de sensibilisation à l'écologie[réf. nécessaire].
En septembre 2018, avec la participation de plusieurs médias indépendants de France, de Suisse et de Belgique, il cofonde avec François Legrand l'émission collective J-Terre dont Elise Lucet est la marraine.
En novembre de cette année, il lance avec ses amis du Biais Vert la campagne J'peux pas, j'ai climat,, slogan repris en chœur par des personnalités dont Angèle, Stromae et les Frères Dardenne.
En mars 2019, il participe avec Youth for Climate et le réalisateur Bouli Lanners à l'action Occupy For Climate.
En 2019, il coécrit et réalise avec Ilyas Sfar et Arnaud Huck le court métrage #ANITA,, qui interroge les moyens d'actions des mouvements pour le climat, la convergence des luttes et la tentative de récupération par le système des jeunes icônes telles que Greta Thunberg[réf. nécessaire]. Le film remporte le prix du Meilleur court-métrage international au Festival Internacional de Cine de Lanzarote. 
Au printemps 2022, il sort la websérie docu-fiction Diamant Palace co-réalisée avec Elias Sanhaji et Ilyas Sfar, avec entre autres Philippe Descola, Alain Damasio, Vinciane Despret, François Bégaudeau, Jean-Luc Couchard et Plastic Bertrand. Tournée à l'Aegidium, la série se déroule dans un théâtre art nouveau abandonné réinvesti par une communauté autogérée,.

## Positions politiques
Félicien Bogaerts défend la décroissance et une écologie sociale comme « rapport sensible au monde ». Alors qu’il avait adopté un discours plutôt consensuel visant à toucher un public large, en 2019, son discours militant se fait plus alarmiste, pour souligner l'urgence d'agir face aux bouleversements climatiques en cours. Il cite régulièrement Henry David Thoreau dans ses vidéos.